# Ліга Жупіле
Жупіле Про Ліга (нід. Jupiler Pro League) — найвища ліга в бельгійському футболі. За титул змагаються 16 команд. Сезон розпочинається наприкінці липня і складається з 30 турів. Команда, що посіла останнє місце, вибуває до другого дивізіону. Після цього, відповідно до результатів сезону, команди поділяються на 2 групи, які грають у плей-оф. Група плей-оф 1 з шести команд змагається за чемпіонський титул. У плей-оф 2 грають дві групи з числа команд, що посіли в регулярному чемпіонаті місця з 7 по 14. Переможці цих підгруп, а також четверта команда з плей-оф 1 виборюють потім путівку до Ліги Європи.

## Історія
Ліга була створена в 1895 році Королівською бельгійською футбольною асоціацією, першим чемпіоном став «Льєж». З 74 клубів, які виступали у найвищому дивізіоні, 16 здобували чемпіонство. «Андерлехт» є найуспішнішим клубом ліги — 34 чемпіонських титули. Крім нього титулованими клубами Бельгії можна також вважати «Брюгге» (15), «Юніон» (12) та «Стандард» (10). Носить комерційну назву на честь титульного спонсора, бельгійської пивної торговельної марки Jupiler.
З усіх клубів, які грали в найвищому бельгійському дивізіоні з моменту його створення, 36 існують досі, а інші або були ліквідовані або об'єдналися з іншим клубом.

## Назви
- 1895—1904: Чемпіонат
- 1904—1926: Перший дивізіон
- 1926—1952: Дивізіон пошани
- 1952—2016: Перший дивізіон
- з 2016 Перший дивізіон A

## Чемпіони
| Клуб              | Титули | Перемоги за роками |
| ----------------- | ------ | --- |
| Андерлехт         | 34     | 1946–47, 1948–49, 1949–50, 1950–51, 1953–54, 1954–55, 1955–56, 1958–59, 1961–62, 1963–64, 1964–65, 1965–66, 1966–67, 1967–68, 1971–72, 1973–74, 1980–81, 1984–85, 1985–86, 1986–87, 1990–91, 1992–93, 1993–94, 1994–95, 1999–2000, 2000–01, 2003–04, 2005–06, 2006–07, 2009–10, 2011–12, 2012–13, 2013–14, 2016–17 |
| Брюгге            | 19     | 1919–20, 1972–73, 1975–76, 1976–77, 1977–78, 1979–80, 1987–88, 1989–90, 1991–92, 1995–96, 1997–98, 2002–03, 2004–05, 2015–16, 2017–18, 2019–20, 2020–21, 2021–22, 2023–24 |
| Юніон Сент-Жилуаз | 12     | 1903–04, 1904–05, 1905–06, 1906–07, 1908–09, 1909–10, 1912–13, 1922–23, 1932–33, 1933–34, 1934–35, 2024–25 |
| Стандард          | 10     | 1957–58, 1960–61, 1962–63, 1968–69, 1969–70, 1970–71, 1981–82, 1982–83, 2007–08, 2008–09 |
| Беєрсхот          | 7      | 1921–22, 1923–24, 1924–25, 1925–26, 1927–28, 1937–38, 1938–39 |
| Расінг (Брюссель) | 6      | 1896–97, 1899–1900, 1900–01, 1901–02, 1902–03, 1907–08 |
| Антверпен         | 5      | 1928–29, 1930–31, 1943–44, 1956–57, 2022–23 |
| Льєж              | 5      | 1895–96, 1897–98, 1898–99, 1951–52, 1952–53 |
| Дарінг            | 5      | 1911–12, 1913–14, 1920–21, 1935–36, 1936–37 |
| Мехелен           | 4      | 1942–43, 1945–46, 1947–48, 1988–89 |
| Льєрс             | 4      | 1931–32, 1941–42, 1959–60, 1996–97 |
| Генк              | 4      | 1998–99, 2001–02, 2010–11, 2018–19 |
| Серкль Брюгге     | 3      | 1910–11, 1926–27, 1929–30 |
| Беверен           | 2      | 1978–79, 1983–84 |
| Гент              | 1      | 2014–15 |
| Моленбек          | 1      | 1974–75 |

- Жирним виділено клуби, що виступають у Лізі Жупіле
- Курсивом виділено клуби, що припинили існування або об'єдналися з іншим клубом

## Бомбардири

### Сезон
| Сезон   | Бомбардир                       | Нац.                | Клуб               | Голів |
| ------- | ------------------------------- | ------------------- | ------------------ | ----- |
| 1997/98 | Бранко Струпар                  | Хорватія            | Генк               | 22    |
| 1998/99 | Ян Коллер                       | Чехія               | Локерен            | 24    |
| 1999/00 | Оле Мартін Орст                 | Норвегія            | Гент               | 30    |
| 1999/00 | Тоні Броньйо                    | Бельгія             | Вестерло           | 30    |
| 2000/01 | Томаш Радзинський               | Канада              | Андерлехт          | 23    |
| 2001/02 | Веслі Сонк                      | Бельгія             | Генк               | 30    |
| 2002/03 | Седрік Руссель                  | Бельгія             | Монс               | 22    |
| 2002/03 | Веслі Сонк                      | Бельгія             | Генк               | 22    |
| 2003/04 | Луїджі П'єроні                  | Бельгія             | Мускрон            | 28    |
| 2004/05 | Ненад Єстрович                  | Сербія і Чорногорія | Андерлехт          | 18    |
| 2005/06 | Тосін Досунму                   | Нігерія             | Жерміналь Беєрсхот | 18    |
| 2006/07 | Франсуа Стершель                | Бельгія             | Жерміналь Беєрсхот | 21    |
| 2007/08 | Джозеф Акпала                   | Нігерія             | Шарлеруа           | 18    |
| 2008/09 | Альфонсо Руїз                   | Колумбія            | Вестерло           | 17    |
| 2009/10 | Ромелу Лукаку                   | Бельгія             | Андерлехт          | 15    |
| 2010/11 | Іван Перишич                    | Хорватія            | Брюгге             | 22    |
| 2011/12 | Жеремі Пербе                    | Франція             | Монс               | 25    |
| 2012/13 | Карлос Бакка                    | Колумбія            | Брюгге             | 25    |
| 2013/14 | Хамді Харбауї                   | Туніс               | Локерен            | 22    |
| 2014/15 | Александар Митрович             | Сербія              | Андерлехт          | 20    |
| 2015/16 | Жеремі Пербе                    | Франція             | Шарлеруа           | 22    |
| 2016/17 | Лукаш Теодорчик                 | Польща              | Андерлехт          | 22    |
| 2017/18 | Хамді Харбауї                   | Туніс               | Зюлте-Варегем      | 22    |
| 2018/19 | Хамді Харбауї                   | Туніс               | Зюлте-Варегем      | 25    |
| 2019/20 | Дьємерсі Мбокані Джонатан Девід | ДР Конго · Канада   | Антверпен Гент     | 18    |
| 2020/21 | Пол Онуачу                      | Нігерія             | Генк               | 33    |
| 2021/22 | Деніз Ундав                     | Німеччина           | Юніон Сент-Жилуаз  | 25    |
| 2022/23 | Уго Кейперс                     | Бельгія             | Гент               | 27    |
| 2023/24 | Кевін Денке                     | Того                | Серкль (Брюгге)    | 27    |
| 2024/25 | Толу Арокодаре                  | Нігерія             | Генк]              | 20    |

### Всього
На 16 липня 2000
| М | Бомбардир        | Голи | Ігри | Сезони  | Клуби                            |
| - | ---------------- | ---- | ---- | ------- | -------------------------------- |
| 1 | Альберт Де Клейн | 350  | 395  | 1932—54 | Мехелен                          |
| 2 | Джозеф Мерманс   | 339  | 382  | 1941—57 | Андерлехт                        |
| 3 | Бернар Воргоф    | 281  | 473  | 1927—48 | Льєрс                            |
| 4 | Артур Селерс     | 280  | 401  | 1933—51 | Беєрсхот, Расінг (Брюссель)      |
| 5 | Анрі Коппенс     | 258  | 389  | 1946—62 | Беєрсхот, Шарлеруа               |
| 6 | Ервін Ванденберг | 252  | 425  | 1976—95 | Льєрс, Андерлехт, Гент, Моленбек |
| 7 | Поль ван Гімст   | 237  | 482  | 1959—76 | Андерлехт, Моленбек              |
| 8 | Ян Кулеманс      | 230  | 517  | 1974—92 | Льєрс, Брюгге                    |
| 9 | Раймон Брен      | 192  | 243  | 1922—44 | Беєрсхот                         |

## Українці в Лізі Жупіле
В таблиці наведено список українських футболістів, які в різний час грали у Лізі Жупіле. Одночасно найбільше українців — семеро — виступали в сезоні 2018/2019. Найбільше ігор в лізі серед українців провів Олег Ящук, він же забив найбільше голів. Олег Ящук та Олександр Яковенко ставали чемпіонами Бельгії у складі «Андерлехта», Сергій Серебренников та Едуард Соболь — у складі «Брюгге», а Руслан Маліновський разом із «Генком».
| Гравець              | Клуб                  | Сезон     | Ігри | Голи |
| -------------------- | --------------------- | --------- | ---- | ---- |
| Сергій Омельянович   | «Шарлеруа»            | 1995/1996 | 6    | 0    |
| Сергій Омельянович   | «Шарлеруа»            | 1996/1997 | 5    | 0    |
| Сергій Омельянович   | «Шарлеруа»            | 1997/1998 | 21   | 0    |
| Сергій Омельянович   | «Шарлеруа»            | 1998/1999 | 20   | 0    |
| Сергій Омельянович   | «Шарлеруа»            | 1999/2000 | 25   | 0    |
| Сергій Омельянович   | «Шарлеруа»            | 2000/2001 | 8    | 1    |
| Сергій Омельянович   | «Вестерло»            | 2001/2002 | 13   | 0    |
| Олег Ящук            | «Андерлехт»           | 1996/1997 | 12   | 2    |
| Олег Ящук            | «Андерлехт»           | 1997/1998 | 12   | 3    |
| Олег Ящук            | «Андерлехт»           | 1998/1999 | 27   | 11   |
| Олег Ящук            | «Андерлехт»           | 1999/2000 | 2    | 0    |
| Олег Ящук            | «Андерлехт»           | 2000/2001 | 8    | 0    |
| Олег Ящук            | «Андерлехт»           | 2001/2002 | 9    | 1    |
| Олег Ящук            | «Андерлехт»           | 2003/2004 | 20   | 9    |
| Олег Ящук            | «Андерлехт»           | 2004/2005 | 21   | 5    |
| Олег Ящук            | «Андерлехт»           | 2005/2006 | 8    | 0    |
| Олег Ящук            | «Серкль» (Брюгге)     | 2007/2008 | 27   | 10   |
| Олег Ящук            | «Серкль» (Брюгге)     | 2008/2009 | 31   | 12   |
| Олег Ящук            | «Серкль» (Брюгге)     | 2009/2010 | 30   | 9    |
| Олег Ящук            | «Серкль» (Брюгге)     | 2010/2011 | 28   | 7    |
| Олег Ящук            | «Серкль» (Брюгге)     | 2011/2012 | 30   | 5    |
| Олег Ящук            | «Серкль» (Брюгге)     | 2012/2013 | 12   | 1    |
| Сергій Серебренников | «Брюгге»              | 2002/2003 | 17   | 1    |
| Сергій Серебренников | «Брюгге»              | 2003/2004 | 6    | 0    |
| Сергій Серебренников | «Брюгге»              | 2004/2005 | 5    | 0    |
| Сергій Серебренников | «Брюгге»              | 2005/2006 | 2    | 0    |
| Сергій Серебренников | «Шарлеруа»            | 2005/2006 | 12   | 1    |
| Сергій Серебренников | «Серкль» (Брюгге)     | 2006/2007 | 15   | 1    |
| Сергій Серебренников | «Серкль» (Брюгге)     | 2007/2008 | 33   | 6    |
| Сергій Серебренников | «Серкль» (Брюгге)     | 2008/2009 | 31   | 2    |
| Сергій Серебренников | «Серкль» (Брюгге)     | 2009/2010 | 31   | 2    |
| Сергій Серебренников | «Серкль» (Брюгге)     | 2010/2011 | 26   | 0    |
| Сергій Коваленко     | «Стандард» (Льєж)     | 2004/2005 | 16   | 5    |
| Сергій Коваленко     | «Стандард» (Льєж)     | 2005/2006 | 22   | 1    |
| Сергій Коваленко     | «Стандард» (Льєж)     | 2006/2007 | 11   | 1    |
| Сергій Коваленко     | «Локерен»             | 2006/2007 | 1    | 0    |
| Сергій Коваленко     | «Руселаре»            | 2007/2008 | 8    | 0    |
| Олександр Яковенко   | «Льєрс»               | 2005/2006 | 24   | 2    |
| Олександр Яковенко   | «Генк»                | 2006/2007 | 10   | 0    |
| Олександр Яковенко   | «Генк»                | 2007/2008 | 4    | 0    |
| Олександр Яковенко   | «Андерлехт»           | 2007/2008 | 3    | 0    |
| Олександр Яковенко   | «Андерлехт»           | 2008/2009 | 20   | 2    |
| Олександр Яковенко   | «Вестерло»            | 2009/2010 | 29   | 10   |
| Олександр Яковенко   | «Вестерло»            | 2010/2011 | 31   | 4    |
| Олександр Яковенко   | «Андерлехт»           | 2011/2012 | 4    | 0    |
| Олександр Яковенко   | «Ауд-Геверле» (Левен) | 2011/2012 | 13   | 3    |
| Олександр Яковенко   | «Андерлехт»           | 2012/2013 | 24   | 7    |
| Руслан Заневський    | «Шарлеруа»            | 2006/2007 | 1    | 0    |
| Ігор Березовський    | «Льєрс»               | 2013/2014 | 17   | 0    |
| Ігор Березовський    | «Льєрс»               | 2014/2015 | 8    | 0    |
| Сергій Болбат        | «Локерен»             | 2015/2016 | 23   | 3    |
| Сергій Болбат        | «Локерен»             | 2016/2017 | 21   | 3    |
| Олександр Воловик    | «Ауд-Геверле» (Левен) | 2015/2016 | 14   | 0    |
| Руслан Маліновський  | «Генк»                | 2015/2016 | 13   | 0    |
| Руслан Маліновський  | «Генк»                | 2016/2017 | 20   | 5    |
| Руслан Маліновський  | «Генк»                | 2017/2018 | 37   | 5    |
| Руслан Маліновський  | «Генк»                | 2018/2019 | 37   | 13   |
| Роман Безус          | «Сінт-Трейден»        | 2016/2017 | 20   | 1    |
| Роман Безус          | «Сінт-Трейден»        | 2017/2018 | 27   | 6    |
| Роман Безус          | «Сінт-Трейден»        | 2018/2019 | 16   | 3    |
| Роман Безус          | «Гент»                | 2018/2019 | 15   | 0    |
| Роман Безус          | «Гент»                | 2019/2020 | 21   | 7    |
| Роман Безус          | «Гент»                | 2020/2021 | 28   | 6    |
| Роман Безус          | «Гент»                | 2021/2022 | 13   | 2    |
| Андрій Тотовицький   | «Кортрейк»            | 2016/2017 | 21   | 5    |
| Валерій Лучкевич     | «Стандард» (Льєж)     | 2016/2017 | 10   | 1    |
| Валерій Лучкевич     | «Стандард» (Льєж)     | 2017/2018 | 11   | 0    |
| Пилип Будківський    | «Кортрейк»            | 2017/2018 | 12   | 1    |
| Євген Макаренко      | «Кортрейк»            | 2017/2018 | 29   | 0    |
| Євген Макаренко      | «Андерлехт»           | 2018/2019 | 15   | 0    |
| Євген Макаренко      | «Кортрейк»            | 2019/2020 | 4    | 0    |
| Євген Макаренко      | «Кортрейк»            | 2020/2021 | 28   | 3    |
| Роман Яремчук        | «Гент»                | 2017/2018 | 32   | 9    |
| Роман Яремчук        | «Гент»                | 2018/2019 | 37   | 8    |
| Роман Яремчук        | «Гент»                | 2019/2020 | 18   | 10   |
| Роман Яремчук        | «Гент»                | 2020/2021 | 34   | 20   |
| Роман Яремчук        | «Брюгге»              | 2022/2023 | 23   | 2    |
| Роман Яремчук        | «Брюгге»              | 2023/2024 | 3    | 0    |
| Єгор Назарина        | «Антверпен»           | 2017/2018 | 8    | 0    |
| Єгор Назарина        | «Антверпен»           | 2018/2019 | 9    | 0    |
| Ігор Пластун         | «Гент»                | 2018/2019 | 19   | 0    |
| Ігор Пластун         | «Гент»                | 2019/2020 | 28   | 1    |
| Ігор Пластун         | «Гент»                | 2020/2021 | 14   | 2    |
| Андрій Бацула        | «Кортрейк»            | 2018/2019 | 16   | 0    |
| Андрій Бацула        | «Кортрейк»            | 2019/2020 | 8    | 0    |
| Едуард Соболь        | «Брюгге»              | 2019/2020 | 26   | 0    |
| Едуард Соболь        | «Брюгге»              | 2020/2021 | 30   | 2    |
| Едуард Соболь        | «Брюгге»              | 2021/2022 | 28   | 1    |
| Едуард Соболь        | «Брюгге»              | 2022/2023 | 9    | 1    |
| Едуард Соболь        | «Генк»                | 2023/2024 | 13   | 0    |
| Богдан Михайліченко  | «Андерлехт»           | 2020/2021 | 23   | 1    |
| Богдан Михайліченко  | «Андерлехт»           | 2021/2022 | 18   | 0    |
| Мар'ян Швед          | «Мехелен»             | 2020/2021 | 22   | 4    |
| Мар'ян Швед          | «Мехелен»             | 2021/2022 | 32   | 2    |
| Мар'ян Швед          | «Мехелен»             | 2022/2023 | 3    | 0    |
| Олександр Філіппов   | «Сінт-Трейден»        | 2020/2021 | 15   | 1    |
| Микола Кухаревич     | «Ауд-Геверле Левен»   | 2021/2022 | 6    | 0    |
| Микола Кухаревич     | «Ауд-Геверле Левен»   | 2022/2023 | 4    | 0    |
| Олександр Драмбаєв   | «Зюлте-Варегем»       | 2022/2023 | 22   | 1    |
| Олексій Сич          | «Кортрейк»            | 2022/2023 | 14   | 1    |
| Денис Бунчуков       | «Серен»               | 2022/2023 | 7    | 0    |
| Сергій Сидорчук      | «Вестерло»            | 2023/2024 | 29   | 1    |
| Сергій Сидорчук      | «Вестерло»            | 2024/2025 | 9    | 0    |